# Txik Txak

Mapa

Txik Txak és una marca comercial creada al març 2019 i posada en marxa des del 2 de setembre de 2019, utilitzada per designar el conjunt de la xarxa de transports en comú urbans i interurbans d'Iparralde. Tots són sota l'administració de l'Euskal Hirigune Elkargoa, que és el propietari de totes les xarxes i la marca.
La marca va començar a prestar servei el 2 de setembre de 2019, quan l'Euskal Hirigune Elkargoa va assumir les línies de transport íntegrament dins Iparralde.
L'Euskal Hirigune Elkargoa, que està en càrrega de diverses xarxes de transport en comú públics, entre les quals estaven Chronoplus, Hegobus, Kintoa Mugi i Transports 64 decideix, l'any 2019, d'unificar aquestes xarxes en una sola. Així, el 28 de març de 2019, després de l'estudi d'una agència de comunicació, és creada Txik Txak, una marca comercial, carregada d'unificar les diferents xarxes. Es va posar en marxa el 2 de setembre de 2019.
El nom « Txik Txak » va ser escollit perquè és una expressió familiar basca, emprada sobretot pels pilotaris, considerada designar « el soroll que fa la pilota quan copeja la terra, rebota contra un mur, i toc de nou la terra ». En relació amb això, el logo evoca el drap basc, que és un teixit a amples ratlles multicolors disposades en el sentit de l'amplada.

## Xarxes[3]
- Tram'Bus (autobús de trànsit ràpid)
- Car Express (autobús interurbà)
- Rodalia de Baiona (tren de rodalies)
- Chronoplus (autobús urbà)
- Hegobus (autobús urbà)
- Proxi'Bus (autobús urbà)
- Busa TAD (autobús urbà a la demanda)
- Jinkariak (naveta terrestre)
- Itsasontziak (naveta fluvial)